# Simcha Zissel Ziv
Simcha Zissel Ziv, nato Simcha Mordechai Ziskind Broida e conosciuto comunemente come l‘Alter di Kelm (l'Anziano di Kelm) (Kelmė, 1824 – 1898), è uno dei discepoli e allievi più rinomati di Rabbi Israel Salanter, tra le guide principali del Movimento Musar, fondatore e direttore della Yeshivah "Kelm Talmud Torah".